# Грён, Эдит
Эдит Грён (дат. Edith Grøn; 19 февраля 1917 — 15 марта 1990) — никарагуанская скульпторша датского происхождения. Она считается одним из самых значительных никарагуанских скульпторов XX века. Её работы можно увидеть в общественных местах по всей Никарагуа и за рубежом.

## Ранняя биография
Эдит Дорте Грён родилась 19 февраля 1917 года в Копенгагене, в Дании, в семье Софи (урождённой Расмуссен) и Вильгельма Андерсена Грёна. Когда ей было 6 лет, в 1923 году, её семья, включая её брата Нильса, мигрировала в Никарагуа, потому что её матери посоветовали более тёплый климат из-за её артрита. Помимо болезни её матери причиной переезда в Центральную Америку послужила экономическая депрессия, которая существовала в Дании после Первой мировой войны. Их семья прибыла вместе с иммиграционной компанией, которая заключила контракт с правительством Никарагуа на переселение в страну до 2000 датских семей. Семья Грён была в группе 100 мигрантов, которая первоначально поселилась на ферме в горной местности в окрестностях города Матагальпа. После нескольких переездов в пределах стране её семья наконец осела в Манагуа, где Вильгельм владел и управлял рестораном, известным как «Датский дом» (исп. La Casa Dinamarca). C самого раннего возраста Эдит любила создавать произведения искусства, сначала c помощью краски, а затем и — глины.
Грен получила начальное и среднее образование в Колехио Баутиста в Манагуа. В 1931 году она попала в серьёзную автомобильную аварию, когда её отец потерял управление машиной, и она вылетела через лобовое стекло, сломав все кости на своём лице. После многочисленных операций, проведённых врачами-миссионерами, прибывшими из Северной Америки, она поправилась, но осталась со шрамами. В 1942 году она поступила в Национальную школу изящных искусств (исп. Escuela Nacional de Bellas Artes), где училась под руководством Хенаро Амадора Лиры, вместе с другими студентами, такими как Роберто де ла Сельва и Фернандо Саравия. В 1943 году Грён получила художественную премию Рубена Дарио за свою работу «Мёртвый хозяин» (исп. Amo Muerto), которая затем была выставлена в Национальном дворце культуры в Манагуа. Эта скульптура изображала собаку, скорбящую на могиле своего молодого хозяина. Стремление продолжить совершенствовать своё искусство побудило Грён переехать в Мехико в 1944 году, чтобы учиться в Академии Сан-Карлоса у Фидиаса Элисондо. Там она изучала классическое искусство и архитектуру, в том же году выставив своего El Puntigado, который был отмечен в мексиканской прессе и обеспечил ей стипендию в Колумбийском университете в Нью-Йорке. Скульптура представляла собой фигуру плачущего ребёнка, которого в качестве наказания высекли кнутом. В 1946 году она поступила в Колумбийский университет, где изучала керамику и скульптуру, а в 1948 году завершила свою учёбу и вернулась в Никарагуа.

## Карьера

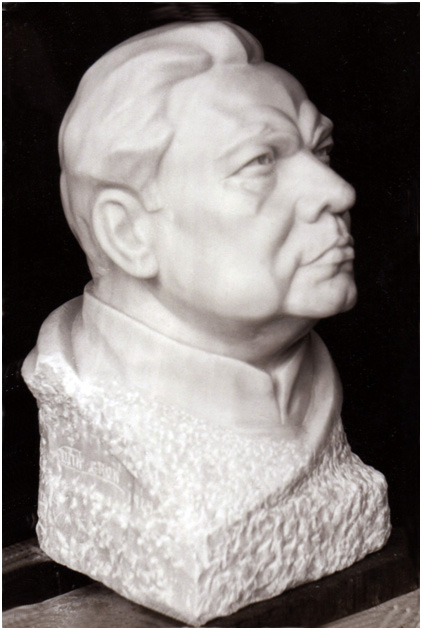
Бюст Дарио, украшающий Национальный театр Рубен Дарио

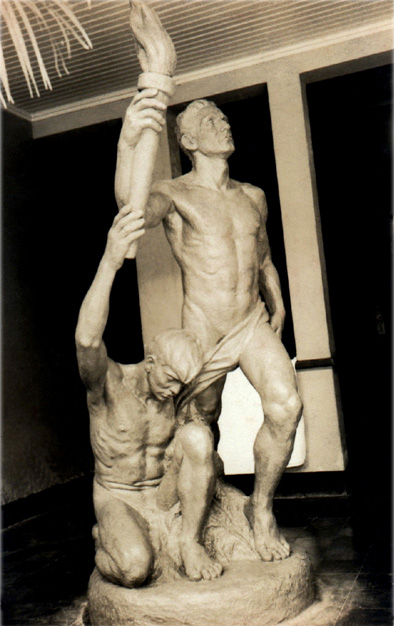
«Эстафета» (El Relevo), расположенная напротив почтового отделения в Манагуа

С 1940 по 1952 год Грён состоял в отношениях с Сильвио Туркиосом, известным как Билл. Он был боксёром и пожарным, а благодаря своему телосложению служил моделью для её нескольких скульптур, в том числе для изображения мускулистых спортсменов из её композиции «Эстафета» (исп. El Relevo). Эстафета, по словам её биографа Хосе Виво, известна во всём мире как символ передачи мудрости и знаний. Грён провела свою первую персональную выставку в Национальном Дворце культуры в 1953 году, где демонстрировались её большие костумбристские скульптуры фигур и несколько обнажённых натур. Для празднования столетия битвы при Сан-Хасинто она изваяла Андре Кастро Эстраду, которая была установлена в асьенде Сан-Хасинто в 1956 году. В 1958 году Грён создала скульптурную голову журналиста Габри Риваса и в том же году была награждена орденом Рубена Дарио правительством Никарагуа. В следующем году она завершила возведение памятника, посвященного матерям, заказанного историком Хулианом Н. Герреро. Статуя Monumento a la Madre была установлена в Боако.
Грён работала с глиной, камнем и деревом, а также использовала бетон и различные металлы. Её первоначальные работы были реалистичными, и она стремилась к совершенству в этом направлении, но на неё оказал влияние румынский модернист Константин Бранкузи, что привело её к переходу к более стилизованным формам. В 1960 году она завершила работу над статуей генерала Хосе Долореса Эстрады для Никарагуанской ассоциации писателей и художников. Она была известна своими скульптурами Рубена Дарио, а также изображала таких личностей, как Хосефу Толедо де Агуэрри, Пабло Антонио Куадру и других. Её скульптура Дарио 1958 года была установлена в парке Майами, штат Флорида, в 1961 году. В том же году, Грён вырезала каменную голову Дарио, одетого в картезианское облачение, назвав её La Cartuja, по названию работы поэта 1913 года. В 1962 году в ознаменование 350-й годовщины восстания коренных жителей Никарагуа против испанского конкистадора Хиля Гонсалеса Давилы Грён изваяла изображение касика Дириангена, чтобы отдать должное его мужеству и сопротивлению. В 1964 году она создала бюст Дарио из белого гватемальского мрамора, который стал культовым образом поэта. В 1970-х годах у Грён развился рак полости рта, и он отправилась на химиотерапию в Онкологический центр им. М. Д. Андерсона в Хьюстоне. Она начала терять зрение в 1981 году и была вынуждена перейти на занятие живописью и инкрустацией по дереву. К наиболее известным её картинам относятся: «Девушка в гамаке» (исп. Muchacha en la hamaca), «Невинная» (исп. Cándida), «Обнажённая» (исп. Desnudo) и «Слёзы после катастрофы» (исп. Llanto después del desastre), последняя была отсылкой к никарагуанскому землетрясению 1972 года.
Многочисленные скульптуры Грён украшают общественные места в Никарагуа, такие как «Эстафета» (исп. El Relevo), расположенная перед почтовым отделением Манагуа; памятник Андре Кастро Эстраде, который был заказан в 1956 году студентами и преподавателями, которые обучались у педагога Мигеля Рамиреса Гойены; скульптура Хосе Долорес Эстрады, которая стоит у въезда в городе Масая в природный заповедник Лагуна Тискапа; «Звезда Никарагуа» (исп. La Estrella de Nicaragua), статуя касика Дириангена, которая украшает парк Лас-Пьедреситас в Манагуа; скульптура Рубена Дарио, находящаяся в Центральном банке Никарагуа, которая является наиболее воспроизводимым изображением поэта в стране; а также бюст Дарио, законченный в 1964 году, который украшает Национальный театр, носящий его имя. С 1959 по 1980 год Грён создала более 300 скульптурных работ. Они хранятся не только в Никарагуа, но и в Бельгии, Колумбии, Коста-Рике, Дании, Франции, Германии, Мексике, Перу, Испании и других странах. В 1989 году она была награждена орденом Рубен Дарио за культурную независимость.

## Смерть и признание
Грён умерла от рака горла 15 марта 1990 года в Манагуа. В 2007 году в Институте испанской культуры посольства Испании была представлена выставка фотографий скульптора и её работ. В 2010 году испанский писатель Хозеф М. Виво опубликовал книгу «Эдит Грён, биография скульптора» (исп. Edith Grön, Biografía de una Escultora).